# Sorso Calcio 1988-1989
Questa voce raccoglie le informazioni riguardanti il Sorso Calcio nelle competizioni ufficiali della stagione 1988-1989.

## Rosa
| N. |                   | Ruolo | Calciatore          |
| -- | ----------------- | ----- | ------------------- |
|    | Italia (bandiera) | C     | Maurizio Cammarieri |
|    | Italia (bandiera) | D     | Piero Luigi Conte   |
|    | Italia (bandiera) | D     | Marino D'Aloisio    |
|    | Italia (bandiera) | D     | Giuseppe Dettori    |
|    | Italia (bandiera) | P     | Antonello Fiori     |
|    | Italia (bandiera) | D     | Battistino Gallu    |
|    | Italia (bandiera) | P     | Luca Gaspani        |
|    | Italia (bandiera) | A     | Giovanni Ianuale    |
|    | Italia (bandiera) | C     | Francesco Masia     |
|    | Italia (bandiera) | D     | Riccardo Masia      |

| N. |                   | Ruolo | Calciatore              |
| -- | ----------------- | ----- | ----------------------- |
|    | Italia (bandiera) | D     | Vittorio Mura           |
|    | Italia (bandiera) | D     | Marco Piana             |
|    | Italia (bandiera) | D     | Stefano Prampolini      |
|    | Italia (bandiera) | C     | Federico Rossi          |
|    | Italia (bandiera) | D     | Nicola Sanna            |
|    | Italia (bandiera) | C     | Salvatore Antonio Sanna |
|    | Italia (bandiera) | C     | Leonardo Semplici       |
|    | Italia (bandiera) | A     | Marco Spilli            |
|    | Italia (bandiera) | D     | Arcangelo Tirotto       |
|    | Italia (bandiera) | C     | Daniele Zaffaina        |